# Eva Klemperer
Eva Klemperer, née Eva Schlemmer le 12 juillet 1882 à Königsberg, en Prusse-Orientale, et morte le 8 juillet 1951 à Dresde, est une pianiste, organiste, peintre et traductrice littéraire allemande. Elle était l'épouse du philologue allemand Victor Klemperer.

## Biographie
Elisabeth Hedwig Eva Schlemmer est la fille d'un agriculteur protestant de Prusse orientale. Elle suit une formation de pianiste concertiste. Peu après 1900, elle renonce à ses aspirations professionnelles et devient professeur de piano. Elle étudie la peinture auprès de Walter Leistikow.
En 1904, elle rencontre le spécialiste de romantistique Victor Klemperer (1881-1960). Le mariage a lieu le 16 mai 1906, contre la volonté de ses parents qui s'opposent à l'union de leur fils avec une pianiste sans le sou. Tous deux vivent d'abord à Berlin. Victor Klemperer travaille alors comme critique pour divers journaux berlinois. Eva Klemperer quitte son emploi et devient la collègue de son époux. Elle corrige et tape ses articles, l'accompagne à ses cours et l'aide à rédiger sa thèse de doctorat. Ils partent ensuite pour Munich. Pendant la Première Guerre mondiale, ils sont à Leipzig où Victor a été transféré en 1916 comme censeur du bureau de contrôle des publications du commandant suprême de l'Est,. Elle reprend des études de musique et se spécialise dans la musique d'orgue sous la direction de Carl Heynse. Son époux, au vu de son activité abrutissante de censure, craignait que les progrès de sa femme ne mettent en danger leur « égalité intellectuelle ». Eva Klemperer joue occasionnellement avec des amis et compose également, mais doit cesser son activité musicale en raison de diverses maladies. Dans les années 1920, elle souffre, entre autres, de calculs biliaires et de dépression.

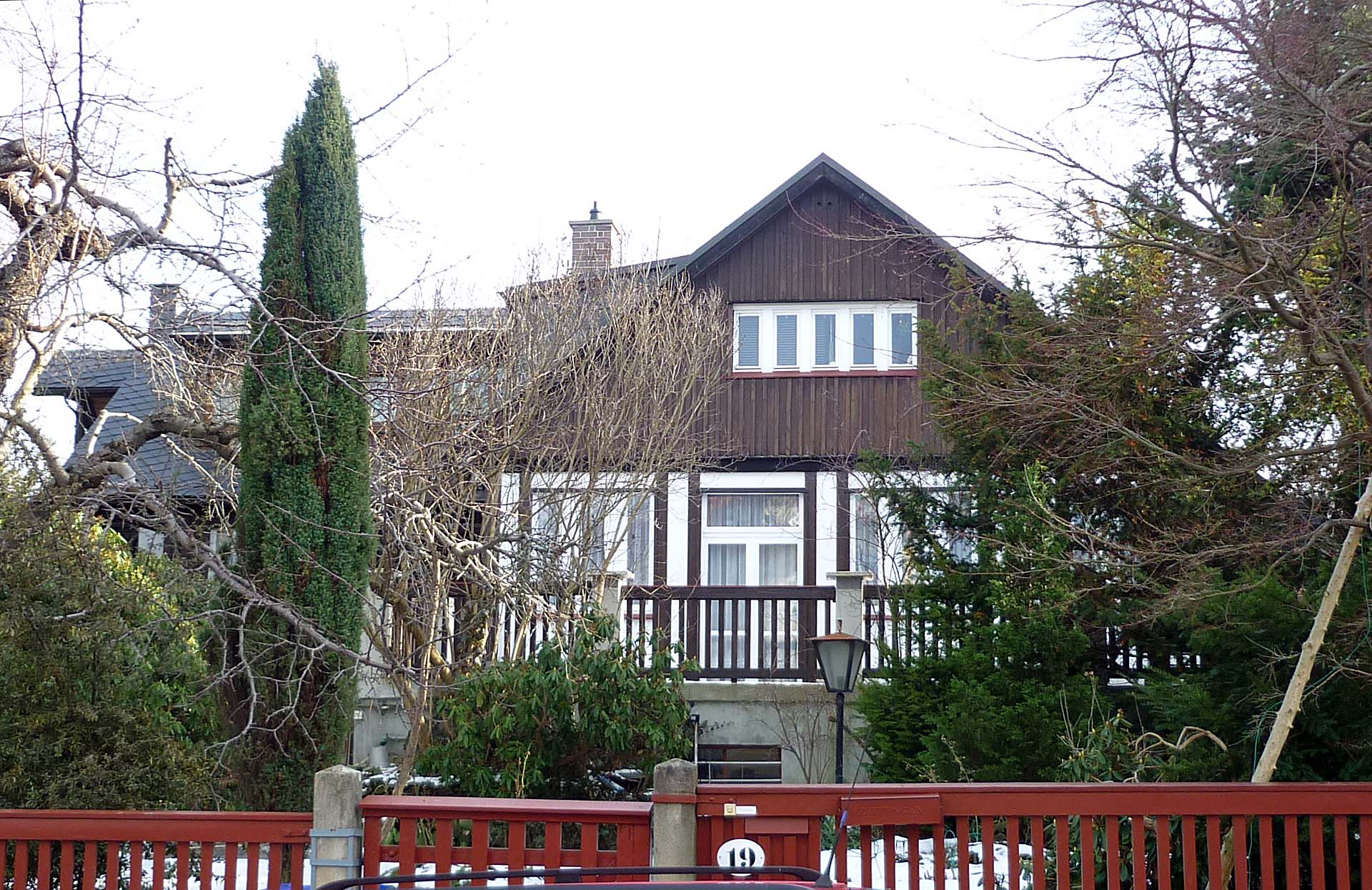
La maison des Klemperer, quartier de Dölzschen, Dresde, en février 2012.

Après la Première Guerre mondiale, le couple s'installe à Dresde à la suite de la nomination de Victor Klemperer comme professeur de littérature romane. Leurs tentatives, à partir de 1935, de quitter le Reich national-socialiste échouent ; cependant, en tant qu'époux de femme « aryenne », Victor Klemperer échappe à la déportation. Sous le nazisme, Eva Klemperer dissimule les pages manuscrites du journal de Victor entre ses partitions, puis elle les apporte régulièrement à Annemarie Köhler, une amie de Pirna, « au péril de sa vie » , car les feuillets auraient pu tomber entre les mains de la Gestapo lors d’une perquisition. « C’est grâce à Eva Klemperer que cette chronique du fascisme ordinaire n’a pas été perdue. ».
En 1940, le couple doit quitter sa maison de Dölzschen, aujourd'hui classée monument historique, et emménager dans une maison juive. Eva stocke ses partitions avec leurs meubles dans un débarras à Dresde. Lors du bombardement de février 1945, qui empêche la déportation prévue du couple Klemperer, les notes sont détruites. Klemperer en avait emporté une petite partie avec des tableaux dans une valise à main qu'il avait déposée à Munich ; cependant la valise s'est perdue. « Elle est infiniment plus talentueuse, et il ne reste rien d’elle », écrit Victor Klemperer dans son journal.
Après le bombardement, le couple fuit en Bavière et revient à Dresde en juin 1945. Après la fin de la Seconde Guerre mondiale, le couple Klemperer s'engage pour la reconstruction de la vie culturelle à Dresde en tant que membres de l'Association culturelle de la RDA. Eva Klemperer joue occasionnellement lors de concerts organisés par l'Association culturelle.

## Œuvres
Ses compositions et ses peintures ont été perdues. Ses nombreuses traductions d'œuvres littéraires et journalistiques depuis le français et l'espagnol ont été conservées et publiées en RDA. Ses traductions incluent entre autres :
- Jacques Roumain : Herr über den Tau, Volk und Welt, Berlin 1947. préface de Ludwig Renn. Reclam, Leipzig, 1960.
- Jean Cassou : Massaker von Paris, Volk und Welt, Berlin, 1948.
- Guy de Maupassant : Onkel Julius und andere Geschichten. Kinderbuchverlag, Berlin, 1950.
- Guy de Maupassant : Novellen. Aufbau-Verlag, Berlin 1950f. / Büchergilde Gutenberg GmbH, Berlin 1950.
- Mao Zedong : Rede an die Künstler und Schriftsteller. Henschel, Berlin, 1950.
- Jésus Izcaray : Casto García Roza. Dietz, Berlin, 1952.